# كنيسة الثالوث المقدس (دبي)
كنيسة الثالوث المقدس هي كنيسة بين الطوائف المسيحية في دبي، الإمارات العربية المتحدة. إنه جزء من كنيسة دبي والشارقة والإمارات الشمالية. تأسست في 5 أبريل 1970، على الأرض الممنوحة من قبل أمير دبي، الشيخ راشد بن سعيد آل مكتوم. الكنيسة لديها علاقات قوية مع الأنجليكانية التقليد، ولكن يتم استخدام مجمع الكنيسة من قبل أكثر من 120 مجموعة مسيحية مختلفة مثل كنيسة مدينة دبي، مع حضور 10-11000 مصلي أسبوعيا.
تم تعيين القس هاريسون تشيناكومار قسيسا في أغسطس 2016 وتم ترخيصه من قبل أسقف أبرشية الأنجليكانية في قبرص والخليج، القس المطران مايكل لويس، الذي بدأ وزارته في عام 2007.

## الموقع

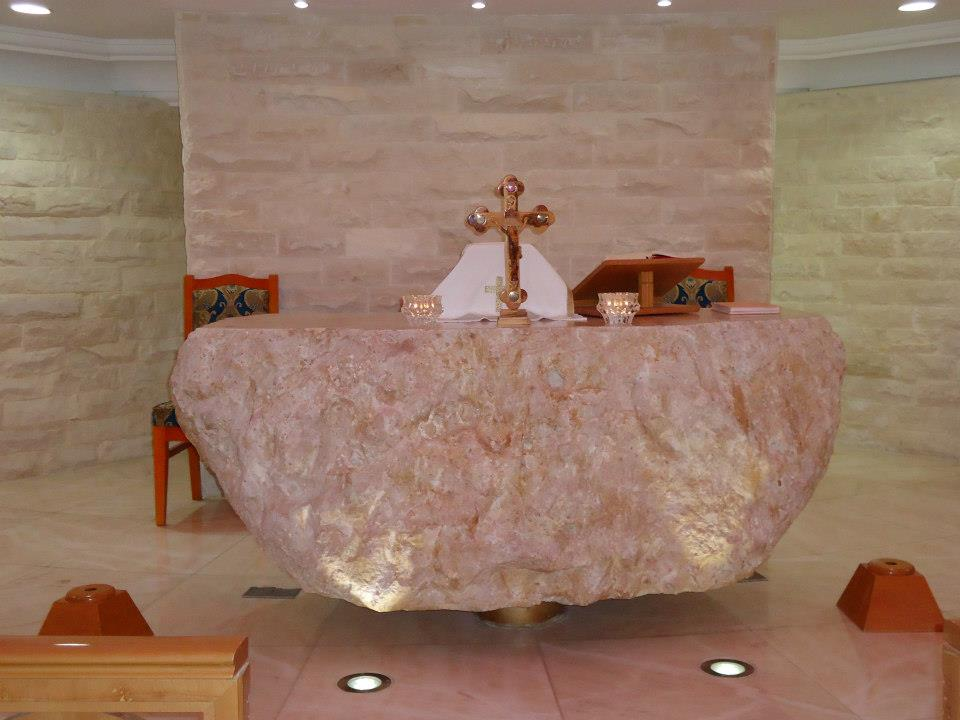
صورة للمذبح في كنيسة الثالوث المقدس بدبي

تقع كنيسة الثالوث المقدس في دبي في منطقة عود ميثاء، وهو بالقرب من كنيسة القديسة مريم الكاثوليكية، دبي.

## القساوسة

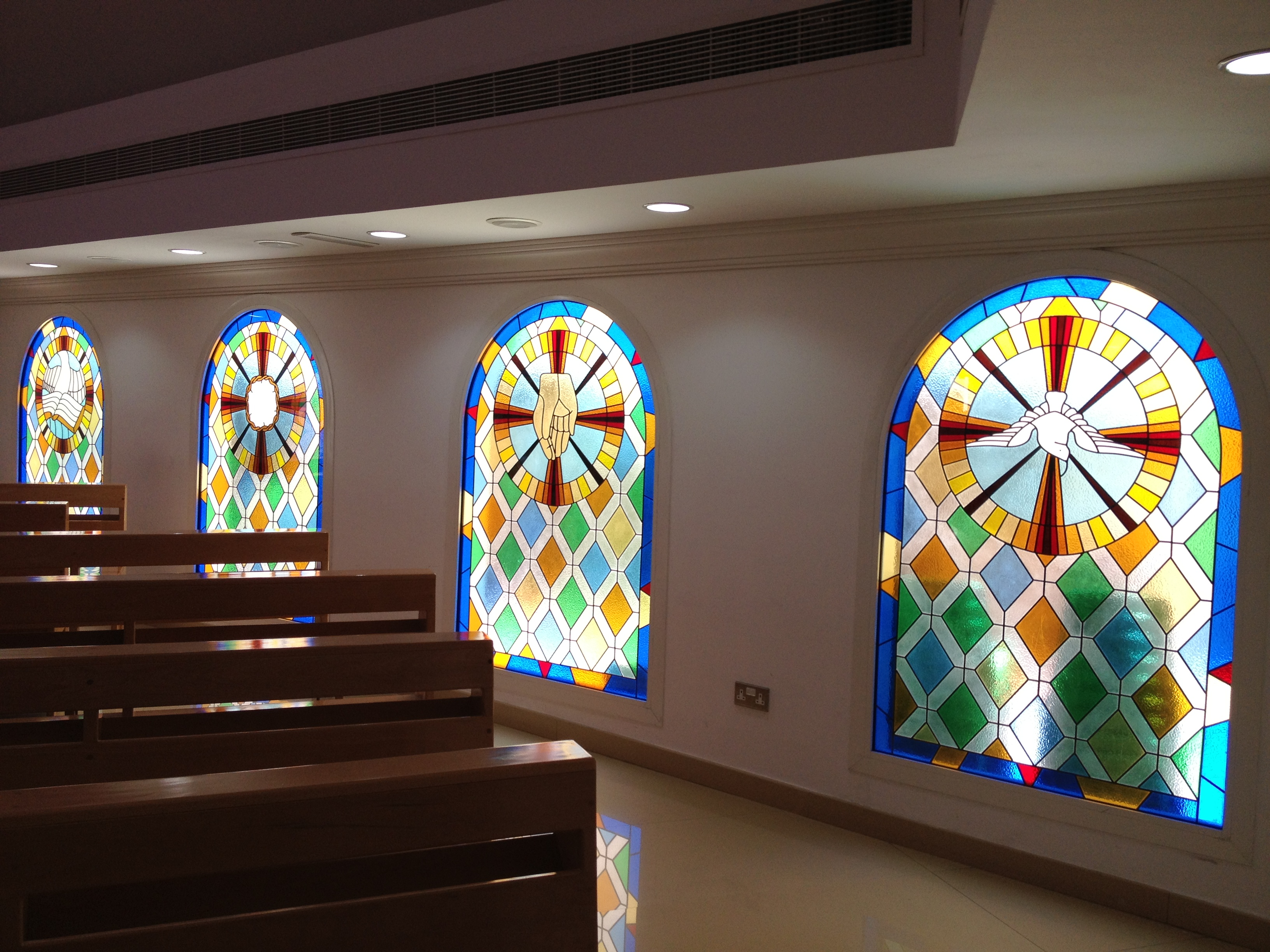
فن الزجاج المعشق في كنيسة الثالوث المقدس بدبي

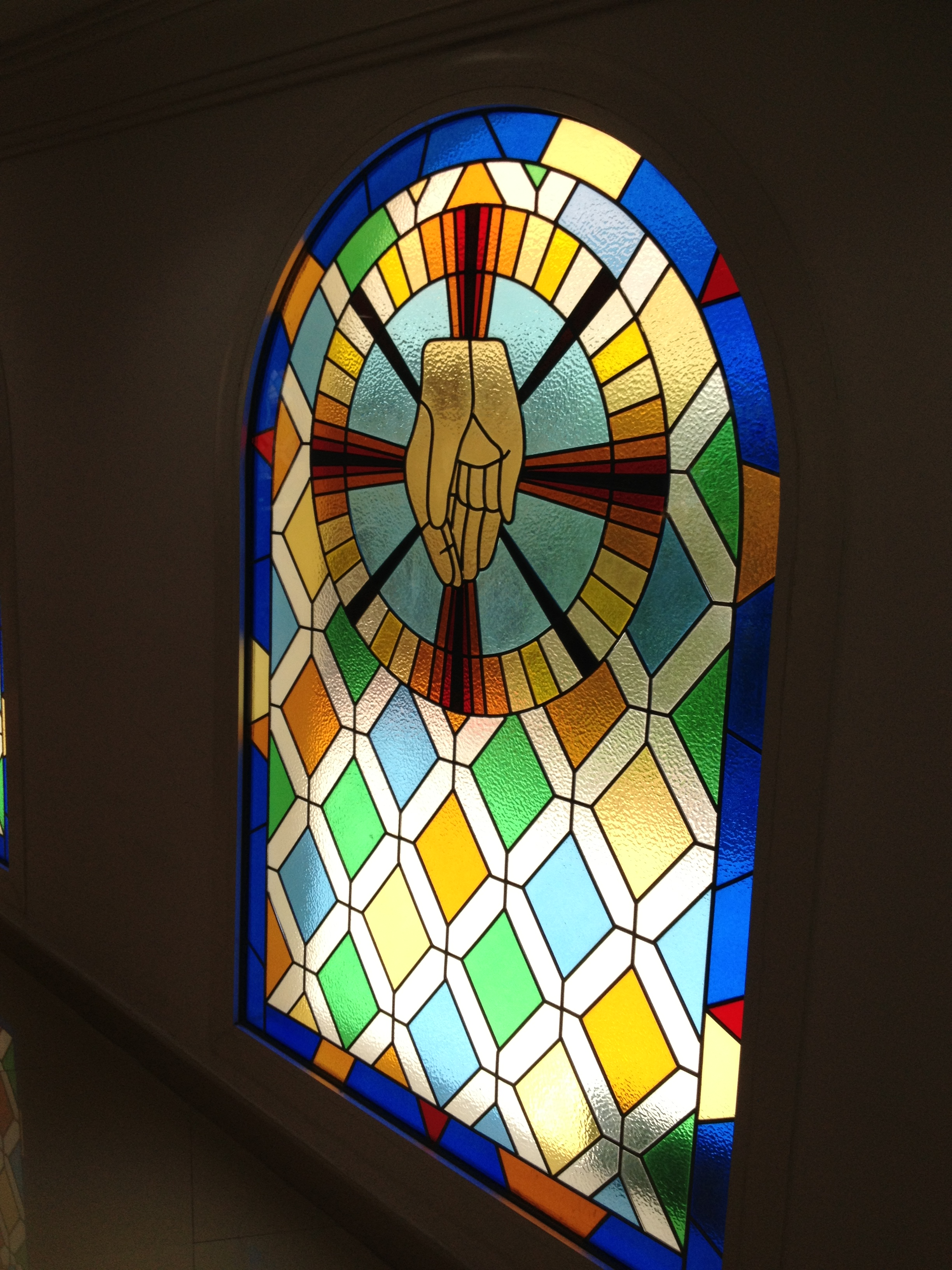
رسم على الزجاج المعشق في كنيسة الثالوث المقدس بدبي

قسيس كنيسة الثالوث المقدس لديها، حتى الآن، كما كان قسيس كبير من كنيسة دبي والشارقة والإمارات الشمالية
- القس كينيث ريدجويل 1969-1971
- القس كانون هايدن باري 1971-1972
- القس فيليب قوي 1972-1978
- القس جون باكستون 1978-1981
- القس فيليب سايويل 1981-1984
- القس كانون دينيس جورني 1984-2001
- القس بيتر روبرتس 2001-2002
- القس جون وير 2004-2010
- القس كانون ستيفن رايت، قسيس كنيسة المسيح جبل علي (خلو العرش) 2010-2011
- القس الدكتور روان بالاباثوالا 2011 إلى 2014
- القس تيموثي هيني (قسيس مشارك) 2012 إلى 2014
- القس هاريسون تشيناكومار 2016

## روابط خارجية
- أبرشية الأنجليكانية في قبرص والخليج
- كنيسة دبي والشارقة والإمارات الشمالية
- كنيسة الثالوث المقدس، دبي
- كنيسة المسيح جبل علي، دبي
- كنيسة القديس مارتن، الشارقة
- كنيسة القديس لوقا، رأس الخيمة
- كنيسة القديس نيكولاس، الفجيرة نسخة محفوظة 24 يونيو 2012 على موقع واي باك مشين.
- كنيسة سانت أندروز، أبو ظبي
- كنيسة القديس توما، العين
- الملاك الطائر
- مهمة البحارة